# Буковский, Константин Иванович
Константи́н Ива́нович Буко́вский (5 [18] мая 1908, село Инжавино — 24 апреля 1976, Москва) — советский журналист и писатель. Отец Владимира Буковского.

## Биография
Родился 5 (18) мая 1908 в селе Инжавино Тамбовской губернии, в крестьянской семье.
Член КПСС с 1931 года. Работал в Москве редактором заводских газет, корреспондентом газеты «Красная Звезда». Во время Великой Отечественной войны был фронтовым корреспондентом.
С 1946 года работал в журнале «Огонёк». Автор очерков и книг о селе, крестьянстве, сельском хозяйстве.
Умер в 1976 году. Похоронен на Ильинском кладбище в Красногорске.

## Семья
- Сын — диссидент Владимир Буковский (1942—2019).

## Книги
- Судьба станицы: Очерки. — М., 1952.
- Вехи времени. — М., 1959.
- Всё о деревне. — М., 1965.
- Книга путешествий. — М., 1967.
- На моей земле. — М., 1969.
- От года к году. — М.: Советский писатель, 1971.
- Из прошлого и настоящего. — 1975.